# 339e régiment d'infanterie (France)
Le 339e régiment d'infanterie (339e RI) est un régiment d'infanterie de l'Armée de terre française constitué en 1914 avec les bataillons de réserve du 139e régiment d'infanterie.
À la mobilisation, chaque régiment d'active créé un régiment de réserve dont le numéro est le sien plus 200.

## Création et différentes dénominations
- Août 1914 : 339e régiment d'infanterie à partir du 139e régiment d'infanterie
- 1919 : dissolution

## Chefs de corps
- Août 1914 : colonel Charles Alphonse Marie Fourlinnie[1] (†)
- 16 septembre 1918 - 1919  : commandant, puis lieutenant-colonel, Albert Laverrière (dissolution du régiment)

## Historique des garnisons, combats et batailles

### Première Guerre mondiale

#### Affectations
64e division d'infanterie d'août 1914 à novembre 1918 - 128e brigade

#### 1914
- 1914 : 2 août, création du régiment constitué à deux bataillons il quitte Aurillac le 8 aout, il arrive à Bayon, dans la région de Nancy

#### 1916
- 1916 : le 1er juin, le 339e est constitué à trois bataillons (constitué avec les « restes » du 286e RI - secteur du bois d'Avocourt)

#### 1917
- 1917 : Argonne 
  - Le 6 mars la 128e brigade est dissoute et le régiment fait partie de l' I. D. 64[Quoi ?].
  - Le 27 octobre le régiment, qui était au camp de Mailly, est soudain embarqué. Il fait partie du contingent que la France met à la disposition de son alliée l'Italie. il débarque à Lonato, en face du lac de Garde.

#### 1918
- Le 21 mars, le régiment rentre en France
- Le 13 avril, il est dans les tranchées à peine ébauchées dans la région de Hailles

#### 1919
- 1919 : dissolution

## Drapeau
Il porte, cousues en lettres d'or dans ses plis, les inscriptions suivantes :
- Picardie 1918
- L'Ailette 1918
- Guise 1918

Décorations décernées au régiment :
- Croix de guerre 1914-1918 avec une palme (citation à l'ordre de l'armée)

## Faits d'armes faisant particulièrement honneur au régiment
- Citation du 339e régiment à l'ordre de l'Armée le 23 novembre 1918 : « Régiment qui a donné les preuves d'une robuste endurance et d'une belle ténacité. Après avoir sous les ordres du lieutenant-colonel Laverrière bousculé les arrière-gardes ennemies et capturé un matériel important, a franchi de haute lutte, le 19 octobre 1918, une position fortement organisée et atteint le canal de la Sambre par une marche de nuit très hardie. A passé ce canal le 4 novembre, et, par une offensive qu'il a réitérée avec une louable énergie, enlevé les objectifs qui lui étaient assignés, s'emparant de Lesguielles-Saint-Germain, de plus de cent cinquante prisonniers, de quarante mitrailleuses, de deux minenwerfer et de trois canons de 105. »